# Милашенково
Мелашенково (укр. Мелашенкове) — село,
Беликовский сельский совет,
Миргородский район,
Полтавская область,
Украина.
Код КОАТУУ — 5323280204. Население по переписи 2001 года составляло 48 человек.

## Географическое положение
Село Милашенково находится на расстоянии в 0,5 км от села Куповщина и в 1-м км от сёл Лещенки и Марченки.
Рядом проходит железная дорога, станция Мелашенково в 1-м км.